# 장성동 (태백시)
장성동(長省洞)은 대한민국 강원특별자치도 태백시의 행정동이자 법정동이다.

## 개요
장성동은 과거 하장생(下長生)이라고 부르던 지역이다. 장생(황지 지역) 아래에 있다고 하장생인데, 나중에 '하장성'으로 변했다. 장생의 중심은 황지지역이었고 황지를 ‘장생’이라 하였으나, 황지는 상장생면 소재지로 소부락 지명인 황지가 더욱 알려지면서 장생이란 지명을 쓰지 않게 되었다. 대신 하장생으로 부르던 이곳을 그냥 장생(장성)으로 부르게 되었다. '장생'이 '장성'으로 변하게 되었는데 生과 省은 다같이 '생'으로도 발음되는 글자로, 장생과 장성은 같은 뜻으로 장승을 의미하는 말이다. 옛날 성역인 태백산을 알리는 장승을 태백산 아래 곳곳에 세웠기에 장생이란 지명이 탄생한 것이다.
장성동은 1970~80년대 우리나라 석탄산업의 부흥기를 이끌던 곳으로 대한석탄공사 화광아파트 단지와 1977년에 개설된 장성중앙시장 등과 인접해 있다. 석탄 수급을 통한 국민생활 및 국가 발전에 기여하고자 설립된 대한석탄공사는 2009년까지 석탄 생산 누계 1억 8천만 톤이라는 국내 유일의 석탄자원 공기업이다.
평안 누층군 장성층과 금천층의 이름이 이곳 장성동과 금천동에서 유래되었다.
금천동 금천골 최초석탄발견지탑. 이곳에서 대한민국 최초로 석탄이 발견되었다.
- 금천동 금천골 최초석탄발견지탑
- 금천동 금천골 최초석탄발견지탑

## 법정동
- 장성동 일부 : 135, 139, 144, 147, 150, 153, 155, 157, 159-161, 167-171, 173-175, 178-180, 182, 185, 188, 192-195, 198-215, 222-246, 산2-28, 산80 번지
- 금천동(黔川洞)

## 교육
- 장성초등학교
- 태백초등학교
  - 금천분교 (폐교) - 금천길 179 (금천동)

## 관광
- 금천계곡